# Eublemmistis bivirgula
Eublemmistis bivirgula là một loài bướm đêm trong họ Noctuidae.